# Fort Mitchell
Ej att förväxla med Fort Mitchell, Nebraska.
Fort Mitchell är en stad i Kenton County, Kentucky, USA. År 2000 hade staden 8 089 invånare. Den har enligt United States Census Bureau en area på 8,1 km², allt är land.